# Gary Zukav

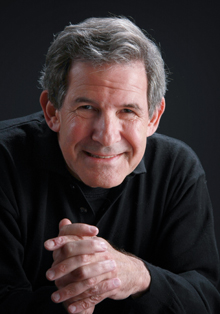
Gary Zukav

Gary Zukav (* 17. Oktober 1942) ist ein US-amerikanischer Buchautor, der sich neben moderner Physik vor allem mit spirituellen Themen befasst, insbesondere mit Meditation und seelischer Entwicklung.

## Leben
Zukav, aufgewachsen in Kansas, studierte nach seiner Militärzeit als Green Beret in Vietnam an der Harvard-Universität. Sein 1979 mit dem American Book Award ausgezeichnetes erstes Buch Die tanzenden Wu-li-Meister versucht die Erkenntnisse der Quantenphysik mit der östlichen Spiritualität zu verbinden.
Zusammen mit seiner Frau Linda leitet Zukav heute die von ihm gegründete Seat of the Soul Foundation.

## Veröffentlichungen (Auswahl)
- Die tanzenden Wu-Li Meister. Der östliche Pfad zum Verständnis der modernen Physik: Vom Quantensprung zum schwarzen Loch. Rowohlt, Reinbek 2000, ISBN 3-499-17910-5 (englisch: The Dancing Wu Li Masters: An Overview of the New Physics. ISBN 0-553-26382-X).
- Soul Stories. ISBN 0-7432-0637-1.
- Die Spur zur Seele. ISBN 3-453-04033-3 (englisch: The Seat of the Soul. ISBN 0-7126-4674-4).
- Thoughts from the Seat of the Soul. ISBN 0-7432-3698-X.
- Thoughts from the Heart of the Soul: Meditations on Emotional Awareness. ISBN 0-7432-3728-5.
- Authentic Power. ISBN 1-56170-450-4.